# Максутов, Рафхат Ахметович
Рафхат Ахметович Максутов (23 августа 1930, Муслюмово, Татарская АССР) — советский учёный, инженер-механик в области добычи нефти и газа. Доктор технических наук, профессор. Лауреат Государственной премии СССР.

## Биография
Родился 23 августа 1930 г. в с. Муслюмово Татарской АССР.
Образование
окончил Московский нефтяной институт в 1954 г.,
Должности
- с 1959 г. работал старшим научным сотрудником, начальником отдела, первым заместителем директора по научной работе Татарского нефтяного научно-исследовательского института в г. Бугульме;
- 1976—1982 — начальник отдела Всесоюзного научно-исследовательского нефтегазового института Министерства нефтяной промышленности СССР;
- 1982—1986 — директор Всесоюзного научно-исследовательского и проектно-конструкторского института по проблемам освоения нефтяных и газовых ресурсов континентального шельфа Министерства газовой промышленности СССР;
- директор научно-исследовательского центра (1987—1996);
- советник президента «РМНТК-Нефтеотдачи» (1996—2001);
- главный специалист, директор-координатор Департамента научно-технического развития ОАО РИТЭК (с 2001).
- Член научно-технических советов ОАО РИТЭК,
- Член Совета по присуждению учёных степеней ВНИИнефти
- член президиума объединённого Научно-технического совета нефтяных компаний;
- член Секции разработки нефтяных и газовых месторождений Научно-технического совета Министерства топливной энергетики РФ;
- член редакционного совета журнала «Нефтяное хозяйство» (1977—1981).

Учёные звания и учёные степени
- доктор технических наук (1973),
- профессор (1974),
- академик РАЕН (1997).

## Научно‐производственные достижения
Автор 210 работ, в том числе монографий
- «Справочное пособие по газлифному способу эксплуатации скважин» (1984),
- «Теория и практика газлифта» (1987).

Имеет 205 авторских свидетельств и патентов.
Организатор ряда направлений научных поисков, создал и возглавил научные центры:
- «Промышленная энергетика»,
- «Машины и оборудование нефтяных и газовых промыслов».

## Государственные и отраслевые награды
- Орден Трудового Красного Знамени (1971),
- Заслуженный изобретатель РСФСР[1](1969.).
- лауреат премии Совета Министров СССР — за разработку новых методов эксплуатации скважин, подготовки и транспортировки нефти и газа и их промышленное внедрение на месторождениях Западно-сибирского нефтегазового комплекса (1981);
- лауреат премии им. академика И. М. Губкина (1982).
- лауреат Государственной премии СССР — за разработку и промышленное освоение технологии защитных покрытий внутренней поверхности трубопроводов нефтяных и газовых месторождений (1989);

медали
- «За трудовое отличие» (1966),
- «За доблестный труд» (1970),
- «За лучшую научную работу Гособразования СССР»[2] (1990).
- Почётный нефтяник[3] (1980),
- почётный работник газовой промышленности (1986).